# Zhang Xianzhong

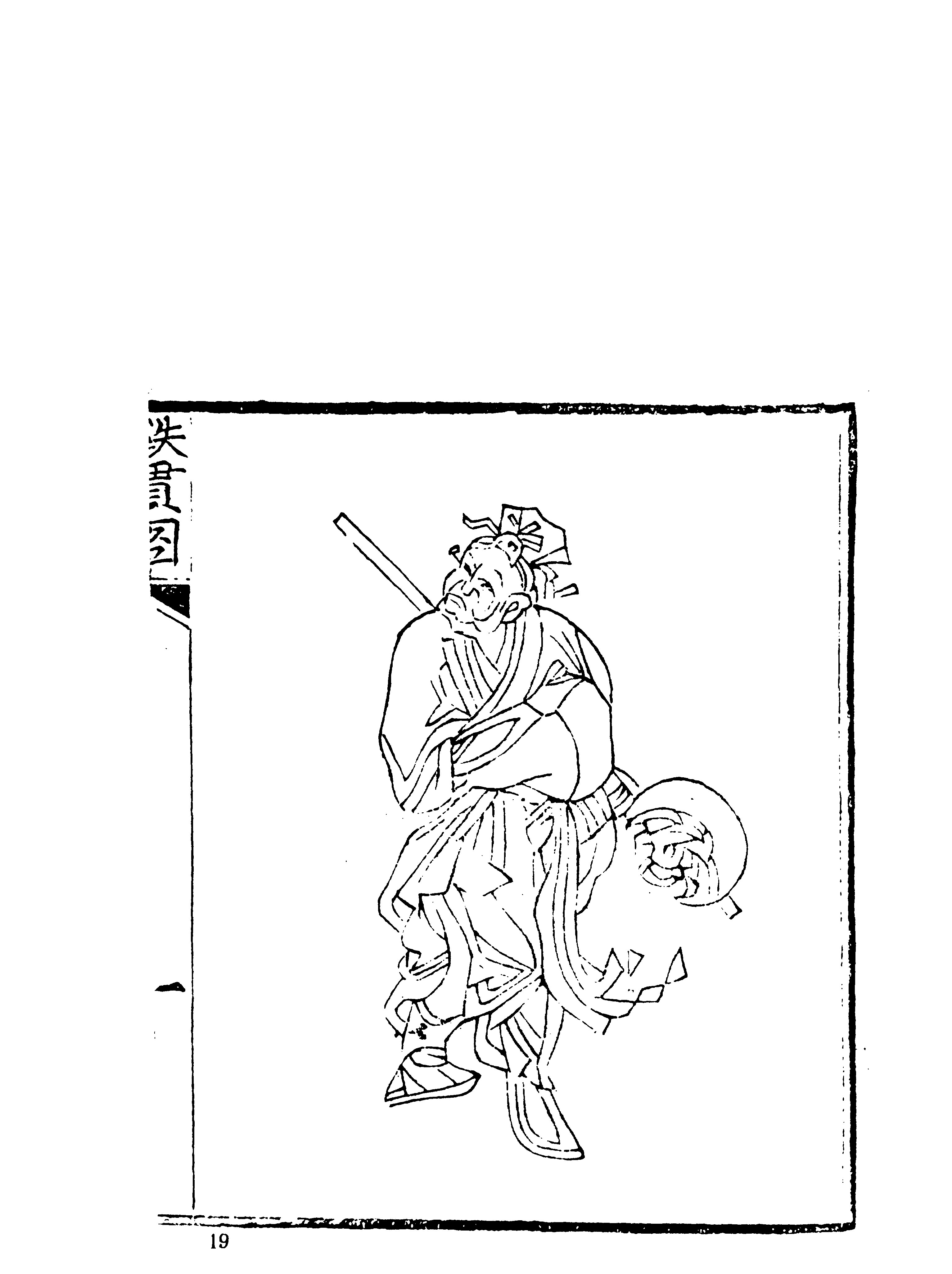
Zhang Xianzhong

Zhang Xianzhong (張獻忠 oder Chang Hsien-chung; * 18. September 1606; † 2. Januar 1647), Höflichkeitsname Bingwu (秉吾), Künstlername Jingxuan (敬軒), war ein chinesischer Bauernführer, der während der Ära der Ming-Dynastie einen Bauernaufstand in Shaanxi anführte. Er eroberte Sichuan im Jahr 1644 und ernannte sich selbst zum König und später zum Kaiser der Xia-Dynastie. Seine Herrschaft in Sichuan war nur von kurzer Dauer, und er wurde drei Jahre später von der einmarschierenden Qing-Armee getötet. Er wird gemeinhin mit den damaligen Massakern in Sichuan in Verbindung gebracht, die die Region entvölkerten. Das Ausmaß seiner Morde ist jedoch umstritten.

## Biografie

### Frühes Leben
Zhang wurde in Liushujian (柳树涧; modernes Dingbian, Provinz Shaanxi) in einer armen Familie geboren. Er wurde als hochgewachsen beschrieben, hatte einen gelben Teint und ein „Tigerkinn“ (虎頷), weshalb er den Spitznamen „Gelber Tiger“ erhielt. Er diente in der Ming-Armee und wurde wegen Verstößen gegen die militärischen Vorschriften zum Tode verurteilt, aber nach einer Intervention eines hohen Offiziers, der von seinem Aussehen beeindruckt war, begnadigt.

### Als Rebellenführer
Gegen Ende der Ming-Dynastie brachen in verschiedenen Teilen Chinas Dürren, Hungersnöte und Epidemien aus. In den späten 1620er Jahren revoltierten die Bauern in Shaanxi und wehrten sich gegen die Versuche der Ming-Regierung, Getreide und Steuern einzutreiben. Sie schlossen sich zu rebellischen Armeen zusammen, die aufgrund ihrer hohen Mobilität „umherziehende Banditen“ (liúkòu 流寇) genannt wurden, und breiteten sich auch in anderen Teilen Chinas aus. Zhang desertierte und schloss sich 1630 den Rebellen im Kreis Mizhi an und etablierte sich als Rebellenführer, der sich Bada Wang (八大王, Achter Großer König) nannte. Seine mobilen Truppen führten Raubzüge entlang des westlichen Randes von Shaanxi durch, plünderten und versteckten sich dann in den Hügeln. Später zog er in anderen Provinzen von Ort zu Ort und überfiel Dörfer und Städte. Er wurde mehrmals von den Ming-Streitkräften besiegt, z. B. 1631 und 1638, sammelte seine Truppen aber später wieder und nahm die Rebellion wieder auf.
Im Jahr 1635 schloss er sich einem größeren Bündnis von Banditen an, dem auch ein anderer Rebellenführer, Li Zicheng, angehörte (Li sollte später Peking erobern und die dortige Ming-Herrschaft beenden). Sie verwüsteten Henan und drangen bis nach Anhui vor. Nachdem sie den Ming-Ahnentempel in Zhongdu (Fengyang) in Anhui niedergebrannt und die Gegend verwüstet hatten, trennten sich die Rebellenarmeen, und Zhang zog nach Hubei. Im Jahr 1637 stieß er, unterstützt von anderen Rebellen und mit einer Armee, die inzwischen eine Größe von 300.000 Mann erreicht hatte, erneut nach Anhui, dann nach Jiangsu und fast bis nach Nanjing, der Nebenhauptstadt der Ming, vor. Dort wurde er jedoch sofort besiegt, und er zog sich nach Hubei zurück. Im Jahr 1638 ergab er sich dem Ming-Oberbefehlshaber Xiong Wencan (熊文燦) und durfte als regionaler Ming-Kommandeur dienen. Er hielt sich jedoch nicht an die Vereinbarung und rebellierte 1639. Später besiegte er die Ming-Truppen unter Führung des Ming-Generals Zuo Liangyu (左良玉). Im Jahr 1640 erlitt er Niederlagen gegen Zuo und musste mit seinen wenigen verbliebenen Anhängern in die Berge von Ost-Sichuan fliehen. 1641 brach er aus Sichuan aus und griff Xiangyang an, wo er den kaiserlichen Prinzen gefangen nahm und hinrichten ließ.
Im Jahr 1643 nahm er Macheng in Hubei ein, und seine Armee schwoll auf etwa 57 000 Mann an, nachdem er die Rebellen in der Stadt aufgenommen hatte. Anschließend eroberte er die Provinzhauptstadt Wuchang, tötete den dortigen kaiserlichen Prinzen und rief sich selbst zum „Xi Wang“ (König des Westens) aus. Wuchang wurde jedoch bald von Ming-Truppen zurückerobert, und Zhang blieb eine Zeit lang in Changsha, wo er einen Großteil von Hunan und einen Teil von Jiangxi kontrollierte.

### Eroberung von Sichuan
Im Jahr 1644 beschloss Zhang, seine Position in Hunan aufzugeben und führte 100 000 Mann seiner Truppen nach Sichuan. Seine Armee rückte aus zwei Richtungen auf Chongqing vor und umzingelte die Stadt. Nach mehrtägigen Kämpfen gelang es seiner Armee, ein Loch in die Stadtmauer zu sprengen und die Stadt am 25. Juli 1644 einzunehmen. Er soll den Verteidigern der Stadt die Hände abgehackt und eine große Zahl von Menschen in der Stadt massakriert haben.
Die Eroberung einiger anderer Teile Sichuans wurde erleichtert, nachdem er versprochen hatte, der örtlichen Bevölkerung keinen Schaden zuzufügen, wenn sie sich widerstandslos ergeben würde. Am 9. September 1644 nahm er Chengdu ein und stieß danach im Übrigen Sichuan auf keinen wirklichen Widerstand. Anschließend richtete er seinen Hof in Chengdu ein, das er in Xijing (西京, Westliche Hauptstadt) umbenannte, und erklärte sich zum König der Xia-Dynastie (大西王朝, Große Westliche Dynastie). Im 10. Mondmonat des Jahres 1644 erklärte er sich selbst zum Kaiser.

### Herrschaft in Sichuan

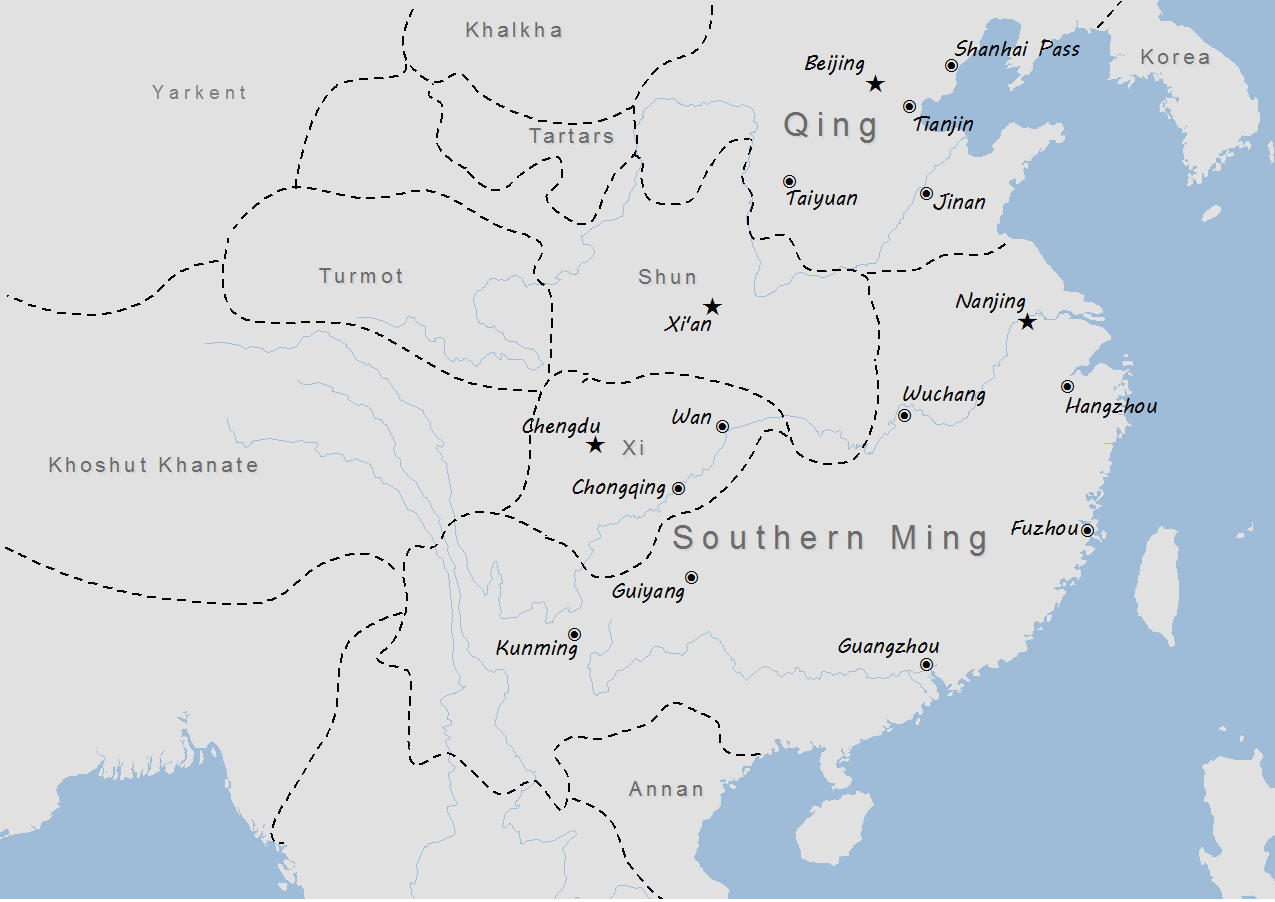
Die Situation im November 1644; das Königreich von Zhang Xianzhong (Xi) war nahe seiner größten Ausdehnung

In Sichuan versuchte Zhang, eine zivile Verwaltung aufzubauen, und erhielt zunächst erhebliche Unterstützung. Nach einem Bericht von Gabriel de Magalhães, einem portugiesischen Jesuiten, der zusammen mit einem anderen Jesuiten, Lodovico Buglio, in Sichuan arbeitete (beide wurden jedoch gedrängt, Zhang als Astronomen zu dienen), „begann er seine Herrschaft mit einer solchen Freigebigkeit, Gerechtigkeit und Großartigkeit, mit der er alle Herzen eroberte, dass viele Mandarine, die sowohl in zivilen als auch in militärischen Angelegenheiten gerühmt waren und die die Angst im Verborgenen hielt, ihre Verstecke verließen und an seine Seite kamen.“
Der Widerstand gegen seine Herrschaft hörte jedoch nicht auf, und Chongqing wurde im Frühjahr 1645 von Ming-treuen Truppen zurückerobert. Daraufhin begann Zhang einen Feldzug des Terrors, der Mitte 1645 in vollem Gange war, um den verbleibenden Widerstand in Sichuan zu zerschlagen. Im November 1645, so de Magalhães, verkündete Zhang, nachdem er gehört hatte, dass „ein großes und mächtiges Heer gegen ihn heranrückte“, dass „die Menschen in seinem Königreich einen geheimen Pakt mit dem Feind geschlossen hatten und einen Aufstand planten; deshalb war er entschlossen, alle mutmaßlichen Widerständler zu töten“. Die Jesuiten, die nun „das Böse dieses Mannes verstanden“, berichteten, dass es ihnen zwar gelang, einige ihrer gefangen genommenen Jesuitenbrüder zu retten, der Rest aber getötet wurde. Zhangs Politik des Terrors nahm an Intensität zu, insbesondere im Jahr 1646, nachdem er beschlossen hatte, Sichuan aufzugeben. Zu diesem Zeitpunkt hatte sich Zhangs Regierung praktisch aufgelöst, und bis auf drei seiner wichtigsten Beamten hatten alle entweder Selbstmord begangen oder waren hingerichtet worden.

### Tod
Der Mandschu Aisin Gioro gründete 1636 die Qing-Dynastie und stieß nach dem Fall der Ming-Dynastie durch die Rebellen von Li Zicheng im Jahr 1644 über die Große Mauer vor. Im Jahr 1646 schickten die Qing eine Streitmacht unter der Führung von Haoge aus, die Zhangs Gebiet in Sichuan angreifen sollte. Im Oktober 1646 beschloss Zhang, Sichuan aufzugeben und sich auf den Weg in seine Heimat Shaanxi zu machen. Die Qing-Armee näherte sich jedoch auch aus Shaanxi, und im Januar 1647 trafen Zhang und die Qing-Truppen in Xichong aufeinander, wo Zhang sein Lager aufgeschlagen hatte. Einem Bericht zufolge wurde er von einem seiner Offiziere, einem aus Sichuan stammenden Liu Chin-chung (Liu Jinzhong), verraten, der über seine Politik des Terrors in Sichuan verärgert war. Zhang wurde auf ihre Anwesenheit aufmerksam und beschloss, ihnen mit nur 8 bis 10 Männern entgegenzutreten. Zhang stürmte aus seinem Zelt, nachdem er von dem Verrat erfuhr, und soll daraufhin von einem erfahrenen Bogenschützen der Mandschu getötet worden sein. In der Geschichtsschreibung der Qing wird sein Tod allerdings anders beschrieben, nämlich dass er während einer Schlacht getötet wurde.

## Die Verwüstung von Sichuan
Die Ereignisse während Zhangs Herrschaft und deren Folgen verwüsteten Sichuan, wo er „einen der haarsträubendsten Völkermorde der kaiserlichen Geschichte“ verübt haben soll. In diversen Berichten wird über seine Tötungen und Massaker berichtet. Laut Shu Bi (蜀碧), einem Bericht aus dem 18. Jahrhundert, wurden nach jedem Gemetzel die Köpfe oder Schädel gesammelt und auf mehrere große Haufen gelegt, während die Hände auf andere große Haufen gelegt wurden und die Ohren und Nasen auf weitere Haufen, so dass Zhang seine Tötungen zählen konnte. In einem Fall soll er eine kaiserliche Prüfung organisiert haben, angeblich um Gelehrte für seine Verwaltung zu rekrutieren, nur um dann alle Kandidaten, die zu Tausenden kamen, töten zu lassen. In einem anderen Fall soll er zum Dank für seine Genesung nach einer Krankheit Frauen die Füße abgeschnitten haben. Die abgetrennten Füße wurden auf zwei Haufen gestapelt, wobei die Füße seiner Lieblingskonkubine, deren Füße ungewöhnlich klein waren, obenauf gelegt wurden. Diese beiden Fußhaufen wurden dann in Öl getränkt und angezündet, um zu „himmlischen Kerzen“ zu werden.
Es wird berichtet, dass er weitere Massaker anordnete, bevor er Chengdu aufgrund der anrückenden Qing-Armeen verließ. Die Massaker, eine anschließende Hungersnot und Epidemie, Angriffe von Tigern sowie die Abwanderung von Menschen, die vor den Unruhen und der Qing-Armee flohen, führten zu einer massiven Entvölkerung Sichuans. Am stärksten betroffen waren vermutlich Chengdu und die umliegenden Bezirke (vor allem in der Chengdu-Ebene) sowie die Orte, die auf dem Rückzugsweg Zhangs von Chengdu nach Shaanxi lagen.
Einige hielten Geschichten über ihn für eine Verzerrung aus der Qing-Zeit.

### Anzahl der Toten
Die tatsächliche Zahl der von Zhang getöteten Menschen ist nicht bekannt und ist umstritten. In der offiziellen Geschichtsschreibung der Ming-Dynastie, Ming Shi, wird die Zahl der durch Zhangs Aktivitäten getöteten Menschen mit 600 Millionen angegeben – eine offensichtliche Übertreibung, da die Gesamtbevölkerung Chinas zu dieser Zeit kaum mehr als 150 Millionen betrug, vielleicht sogar weniger. Nach der Einschätzung eines modernen Historikers „soll die Zahl der Todesopfer enorm gewesen sein, möglicherweise eine Million bei einer Gesamtbevölkerung der Provinz von drei Millionen, bevor er schließlich von den Mandschus getötet wurde“. Die Kombination aus Todesfällen durch die Massaker und andere Ursachen sowie die Flucht der Menschen aus der Provinz führte zu einem starken Rückgang der Bevölkerung von Sichuan. Schätzungen zufolge ging die Bevölkerung um bis zu 75 % zurück, so dass weniger als eine Million Menschen in Sichuan verblieben, von denen die meisten in den Randgebieten lebten. Die letzte Ming-Volkszählung für Sichuan aus dem Jahr 1578 (mehr als 60 Jahre vor Zhangs Ankunft in Sichuan) ergab eine Einwohnerzahl von 3.102.073 Personen. Im Jahr 1661 waren jedoch nur noch 16.096 erwachsene Männer in Sichuan registriert, und Chengdu soll zu einer Geisterstadt geworden sein, die von Tigern frequentiert wurde. Eine spätere Zahl für Sichuan stammt aus den 1720er Jahren, d. h. mehr als 70 Jahre nach Zhangs Tod und lange nach Beginn der Wiederbesiedlung Sichuans, und verzeichnete 634.802 Haushalte (was Schätzungen zufolge etwa 2,5 Millionen Personen entspricht).
Viele erkennen zwar die begangenen Massaker an, glauben aber nicht, dass Zhang für den größten Teil des Bevölkerungszusammenbruchs in Sichuan verantwortlich war, und sind der Meinung, dass die größten Verluste nach seinem Tod durch die anhaltenden Unruhen, Hungersnöte und Krankheiten entstanden sind. Einige argumentierten, dass Sichuan trotz der vielen Toten doch nicht so stark entvölkert wurde, wie es in den Aufzeichnungen steht. Einige moderne chinesische Historiker der kommunistischen Ära halten Zhang für einen Frührevolutionär und behaupten, dass die Berichte über die Massaker übertrieben seien oder von anderen, einschließlich der Qing-Armee, verübt wurden, dass seine Opfer Ming-Adlige, reiche Grundbesitzer und andere „konterrevolutionäre“ Elemente waren und dass sein schlechter Ruf das Ergebnis von „Qing-Verleumdungen“ und „reaktionärer Propaganda“ wäre.

## Nachwirkung
Bevor er Sichuan verließ, teilte Zhang seine Streitkräfte in vier Divisionen auf, die jeweils von einem seiner vier Generäle geführt wurden. Diese Reste seiner Armee sowie Ming-Loyalisten hielten nach Zhangs Tod in Sichuan, Yunnan und Guizhou aus, und der größte Teil Sichuans kam erst etwa ein Dutzend Jahre später unter die Kontrolle der Qing, und die Kämpfe im östlichen Sichuan endeten erst 1664.

### Wiederbevölkerung von Sichuan
Um die entvölkerten Regionen Sichuans aufzufüllen, wurde während der Qing-Dynastie ein massives Umsiedlungsprogramm eingeleitet, das um 1670 oder 1671 begann und mehr als zwei Jahrhunderte dauerte. Millionen von Menschen aus Hubei, Fujian, Jiangxi, Guangdong, Shaanxi und anderen Provinzen wurden in Sichuan angesiedelt. Einige der frühen Einwanderer kehrten zurück, nachdem sie aus Sichuan geflohen waren (darunter die Vorfahren von Deng Xiaoping), aber einige wurden auch gezwungen. Ein großer Teil der Einwanderer kam aus Huguang (heute Hubei/Hunan). In den 1720er Jahren waren Berichten zufolge 70-80 % der Bevölkerung Sichuans zugewandert.

### Moderne Referenz
Im Jahr 2021, nach mehreren aufeinanderfolgenden willkürlichen Morden und Attentaten in China, wurde Zhang Xianzhong im chinesischen Internet als politisches Symbol und Internet-Meme populär, das sich auf selbstmörderische Angreifer bezog.